# Cinésix
Cinésix est une émission de télévision française diffusée sur M6 consacrée à l'actualité des sorties des films au cinéma.

## L'émission
Cinésix est une émission sur l'actualité du cinéma, et plus précisément sur les derniers films sortis dans les salles le mercredi précédent. Elle reprend le nom Six, qui était l'ancien journal télévisé de M6, qui fut remplacée par 19:45. Elle est présentée le samedi, après M6 Boutique.
Cinésix a été diffusée jusqu'au 30 décembre 2017.